# Chœur symphonique de Namur
Le Chœur symphonique de Namur est un chœur symphonique belge, actif depuis 1990.

## Historique
Le Chœur symphonique de Namur est fondé en 1990 à l'initiative du Centre de chant choral de la Communauté française de Belgique,.
Basé à Namur, l'ensemble de 80 voix est dédié à l'interprétation du répertoire symphonique choral,. Le Chœur est ainsi un partenaire privilégié des orchestres symphoniques belges et luxembourgeois, avec lesquels il se produit en concert.
Les chefs de chœur qui se sont succédé à la tête de la formation sont Denis Menier et Patrick Baton.